# Tóth Béla (író)
Tóth Béla (Dombiratos, 1924. december 21. – Szeged, 2013. január 25.) magyar író.

## Életpályája
1946-ig asztalosként dolgozott, akkor a szegedi Móricz Zsigmond Népi Kollégium tagja lett. 1949–1953 között végzett a Szegedi Tudományegyetem magyar–orosz szakán. 1953–1958 között az Orosz Filológiai Intézet tanársegéde volt. 1958–1973 között a szegedi Somogyi Könyvtár munkatársaként tevékenykedett, 1973–1990 között a könyvtár igazgatója volt. 1986–1989 között a Tiszatáj szerkesztőbizottsági elnöke volt. 1990-ben nyugalomba vonult. 1998-tól a Szegedi Írók Társaságának első elnöke volt.

## Művei
- A köszörűs kádi (mesék, 1959)
- Atya, Fiú, Szentlélek (regény, 1962)
- Mi, janicsárok (regény, 1969)
- Álarcban (elbeszélés, 1976)
- Gyaluvonások (regény, 1979)
- Móra Ferenc betűösvényein (életrajz, 1979)
- A szegedi nagy árvíz képeskönyve (1979)
- Legeltetés a három sárkány pusztáján (mesék, 1984)
- Iratos dombon (emlékezés, 1988)
- Atyám fiai (elbeszélés, 1990)
- Szeged környéki népmesék (1996)
- Szegedi regélő (újságok, korok, események, 1999)
- A hetvenötéves Tóth Béla vándortarisznyájának belbecséből; szerk. Kiss Ernő, Majzik István; Bába, Szeged, 2000 (Tisza hangja, 51.)
- Teremtő Joó Istvánék emlékező könyve (körtörténet, 2000)
- Olaszok a szegedi várban (történelmi regény, 2000)
- Tudósítások a török kori Szegedről (2003)
- Szeged vidámítása I–II. (dokumentumregény, 2004)
- Tiszajárás (riport-szociográfiák, 2006)
- Elhantolt hegedűk. Ötvenéves volt a Szegedi Hangszergyártó Kft., 1953–2003. Emlékkönyv; Bába, Szeged, 2006
- A szegedi nagyárvíz képeskönyve. A küzdelem és újjáépítés 130 éve; 3. bőv., jav. kiad.; Bába, Szeged, 2009
- Pálfi Sándor–Tóth Béla: Szegedi hajók, a Tiszán, Dunán, Dráván, Száván…; Bába, Szeged, 2010

## Díjai, kitüntetései
- Szocialista Kultúráért (1965)
- József Attila-díj (1970, 1986)
- Juhász Gyula-díj (1976)
- Szabó Ervin-emlékérem (1977)
- SZOT-díj (1980)
- a Művészeti Alap irodalmi díja (1983)
- A Munka Érdemrend arany fokozat (1984)
- Bölöni-díj (1985)
- a Magyar Köztársaság aranykoszorúval díszített Csillagrendje (1989)
- Pro Urbe Szeged (1995)
- a Szegedért Alapítvány fődíja (1997)
- Magyar Művészetért díj (1999)